# こどもエコすまい支援事業
こどもエコすまい支援事業（こどもエコすまいしえんじぎょう）は、2050年カーボンニュートラルの実現に向けて、高い省エネ性能（ZEHレベル）を有する住宅の新築を支援する新たな補助制度として創設された事業である。2022年10月28日に閣議決定された「物価高克服・経済再生実現のための総合経済対策」に基づき、同年11月8日に令和4年度の補正予算案として閣議決定された。
2021年11月28日に閣議決定された「こどもみらい住宅支援事業」とは内容は似ているものの、まったくの別ものである。

## 制度の概要
18歳未満の子を有する「子育て世帯」か、夫婦のいずれかが39歳以下の「若者夫婦世帯」による住宅の新築、その他の世帯を含む住宅のリフォームが支援の対象となる。
新築はZEH住宅、かつ延べ面積が50㎡以上のもので「強化外皮基準かつ再エネを除く一次エネルギー消費量▲20％に適合するもの」を対象にする。また、土砂災害特別警戒区域の住宅は原則除外とされている。 また、「立地適正化計画区域内の居住誘導区域外」であり「災害レッドゾーン（災害危険区域、地すべり防止区域、土砂災害特別警戒区域、急傾斜地崩壊危険区域又 は浸水被害防止区域）内」で建設されたもののうち、3戸以上又は1〜2戸で規模1000㎡超の開発によるもので、都市再生特別措置法に基づき立地を適正なものとするために行われた市町村長の勧告に従わなかった旨の公表に係る住宅も除外の対象とされる。上限額は100万円/戸。
リフォームは住宅の省エネ改修を対象とする。この制度を利用し住宅の省エネ改修を行う場合、またはこの制度を利用しなくても住宅の断熱性能向上のための先進的設備導入促進事業等（経済産業 省・環境省）又は高効率給湯器導入促進による家庭部門の省エネルギー推進事業費補助金（経済産業省）により住宅の省エネ改修を行う場合は、住宅の子育て対応改修、バリアフリー改修、 空気清浄機能・換気機能付きエアコン設置工事等も対象となる。上限額は「リフォーム工事内容に応じて定める額」となっており、基本は上限30万円/戸。ただし、子育て世帯・若者夫婦世帯は上限45万円/戸（既存住宅購入を伴う場合は60万円/戸） 。安心R住宅の購入を伴う場合は、上限45万円/戸。